# Stanislav Nikitin
Stanislav Ígorievich Nikitin –en ruso, Станислав Игоревич Никитин– (Yaroslavl, 22 de junio de 1995) es un deportista ruso que compite en esquí acrobático. Su hermana Liubov también compite en esquí acrobático.
Ganó una medalla de bronce en el Campeonato Mundial de Esquí Acrobático de 2019, en la prueba de salto aéreo por equipos.

## Medallero internacional
| Campeonato Mundial | Campeonato Mundial         | Campeonato Mundial | Campeonato Mundial      |
| Año                | Lugar                      | Medalla            | Competición             |
| ------------------ | -------------------------- | ------------------ | ----------------------- |
| 2019               | Park City (Estados Unidos) | Medalla de bronce  | Salto aéreo por equipos |